# ファクトリーランド・ワンノーイ工業団地
ファクトリーランド・ワンノーイ工業団地 (タイ語:เขตประกอบการอุตสาหกรรม แฟคตอรี่แลนด์วังน้อย、英語：Factory Land (Wangnoi)）は、タイのワンチュラー・リアル・エステート社の管理する工業団地の一つ。タイ中部アユタヤ県ワンノーイ郡に位置する。1998年に開設。2011年現在入居約90社のうち5社が日系企業、約6,000人の労働者が働いている。

## 管理事務所所在地
アユタヤ県 ワンノーイ郡 タムボン･ワンチュラー、タムボン・チャメープ、パホンヨーティン通り 68km地点、196 
（196 ถ.พหลโยธิน กม.68 ต.ชะแมบ ต.วังจุฬา อ.วังน้อย จ.พระนครศรีอยุธยา 13170） 
- 各地からの距離
  - バンコクより72km
  - ドンムアン空港より43km
  - クローントゥーイ港より50km
  - スワンナプーム国際空港より78km

## 用地
- 用地面積 - 総面積 34.5ha

## 施設
- 水道水：給水能力は750㎥/日。
- 道路：幹線道路はアスファルト舗装幅員20m（2車線）。

## 洪水
（工業団地の被災についてはタイ工業団地公社の2011年タイ北部・中部地域及びバンコク都における降雨・洪水被害の項を参照）
2011年7月から続くタイ北部の大雨によりアユタヤ県内でも洪水が発生し、10月4日にはナコーンルワン郡サハラッタナナコーン工業団地内で冠水し、タイ工業団地公社は団地を閉鎖した。10月15日本工業団地においても浸水した。11月16日に排水作業を完了した。

## 関連事項
- 工業省 (タイ)
- タイ工業団地公社